# Liste der Straßen, Plätze und Brücken in Hamburg-Fuhlsbüttel

Lage von Fuhlsbüttel in Hamburg und im Bezirk Hamburg-Nord (hellrot)

Die Liste der Straßen, Plätze und Brücken in Fuhlsbüttel ist eine Übersicht der im Hamburger Stadtteil Fuhlsbüttel vorhandenen Straßen, Plätze und Brücken. Sie ist Teil der Liste der Verkehrsflächen in Hamburg.

## Überblick
In Fuhlsbüttel (Ortsteilnummer 431) leben 13808 Einwohner (Stand: 31. Dezember 2023) auf 7,8 km². Fuhlsbüttel liegt in den Postleitzahlenbereichen 22335,  22339 und 22453.
In Fuhlsbüttel gibt es 82 benannte Verkehrsflächen, darunter einen Platz, einen Tunnel und drei Brücken.

## Übersicht der Straßen
Die nachfolgende Tabelle gibt eine Übersicht über alle benannten Verkehrsflächen – Straßen, Plätze und Brücken – im Stadtteil sowie einige dazugehörige Informationen. Im Einzelnen sind dies:
- Name/Lage: aktuelle Bezeichnung der Straße, des Platzes oder der Brücke. Über den Link (Lage) kann die Straße, der Platz oder die Brücke auf verschiedenen Kartendiensten angezeigt werden. Die Geoposition gibt dabei ungefähr die Mitte an. Bei längeren Straßen, die durch zwei oder mehr Stadtteile führen, kann es daher sein, dass die Koordinate in einem anderen Stadtteil liegt.
- Straßenschlüssel: amtlicher Straßenschlüssel, bestehend aus einem Buchstaben (Anfangsbuchstabe der Straße, des Platzes oder der Brücke) und einer dreistelligen Nummer.
- Länge/Maße in Metern:
Hinweis: Die in der Übersicht enthaltenen Längenangaben sind nach mathematischen Regeln auf- oder abgerundete Übersichtswerte, die im Digitalen Atlas Nord[1] mit dem dortigen Maßstab ermittelt wurden. Sie dienen eher Vergleichszwecken und werden, sofern amtliche Werte bekannt sind, ausgetauscht und gesondert gekennzeichnet.
Bei Plätzen sind die Maße in der Form a × b bei rechteckigen Anlagen oder a × b × c bei dreiecksförmigen Anlagen mit a als längster Kante dargestellt.
Der Zusatz (im Stadtteil) gibt an, wie lang die Straße innerhalb des Stadtteils ist, sofern sie durch mehrere Stadtteile verläuft.
- Namensherkunft: Ursprung oder Bezug des Namens.
- Datum der Benennung: Jahr der offiziellen Benennung oder der Ersterwähnung eines Namens, bei Unsicherheiten auch die Angabe eines Zeitraums.
- Anmerkungen: Weitere Informationen bezüglich anliegender Institutionen, der Geschichte der Straße, historischer Bezeichnungen, Baudenkmale usw.
- Bild: Foto der Straße oder eines anliegenden Objektes.

| Name/Lage                         | Straßen- schlüssel | Länge/Maße (in Metern) | Namensherkunft | Datum der Benennung | Anmerkungen | Bild                       |
| --------------------------------- | ------------------ | ---------------------- | --- | ------------------- | --- | -------------------------- |
| Akazienallee (Lage)               | A056               | 0170                   | nach der gleichnamigen Pflanzenart                                                                                   | 1922                | | Akazienallee               |
| Alsterkrugchaussee (Lage)         | A111               | 1250 (im Stadtteil)    | im Volksmund entstandener Name                                                                                       | 1830                | zwischen den Kreuzungen Rosenbrook/Deelböge/Borsteler Chaussee im Süden und Zeppelinstraße/Weg beim Jäger/Röntgenstraße im Norden westliche Straßenhälfte in Groß Borstel, östliche in Alsterdorf, nördlicher Teil komplett in Fuhlsbüttel; Teil der B 433                                                                                           | Alsterkrugchaussee         |
| Alsterparkbrücke (Lage)           | –                  | 0015                   | nach Funktion und Lage                                                                                               | 1956                | überquert nördlich des Mühlenteichs im Zuge des Alsterwanderwegs als Fußgängerbrücke die Alster; östliche Brückenhälfte in Ohlsdorf | weitere Bilder             |
| Am Blumenacker (Lage)             | A196               | 0390                   | nach einem Flurnamen                                                                                                 | 1921                | | Am Blumenacker             |
| Am Lustberg (Lage)                | A291               | 0270                   | nach dem Volksmund für ein dort gelegenes Hünengrab                                                                  | 1930                | | Am Lustberg                |
| Am Raakmoorgraben (Lage)          | A315               | 0225                   | nach der Lage entlang des Raakmoorgrabens                                                                            | 1929                | | Am Raakmoorgraben          |
| Angelikaweg (Lage)                | A430               | 0110                   | nach dem weiblichen Vornamen                                                                                         | 1946                | | Angelikaweg                |
| Beim Erdkamp (Lage)               | B203               | 0065                   | nach einem Flurnamen                                                                                                 | 1934                | Fuß- und Radweg | Beim Erdkamp               |
| Bergkoppelweg (Lage)              | B259               | 0455                   | nach einem Flurnamen                                                                                                 | 1903                | | Bergkoppelweg              |
| Boysenkamp (Lage)                 | B518               | 0080                   | Lorenz Hinrich Boysen (* 1766), fertigte 1801 eine Flurkarte von Hummelsbüttel an                                    | 1948                | | Boysenkamp                 |
| Brombeerweg (Lage)                | A615               | 1155                   | nach den hier früher gewachsenen Früchten                                                                            | 1930                | | Brombeerweg                |
| Buschkamp (Lage)                  | B728               | 0235                   | nach einer Flurbezeichnung                                                                                           | 1913                | | Buschkamp                  |
| Doverkamp (Lage)                  | D172               | 0180                   | nach einem Flurnamen                                                                                                 | 1905                | | Doverkamp                  |
| Eibenweg (Lage)                   | E052               | 0175                   | nach der gleichnamigen Pflanzengattung                                                                               | 1922                | | Eibenweg                   |
| Elfriedenweg (Lage)               | E140               | 0235                   | nach dem weiblichen Vornamen                                                                                         | 1946                | | Elfriedenweg               |
| Erdkampsweg (Lage)                | E200               | 1480                   | nach einem Flurnamen                                                                                                 | 1898                | | Erdkampsweg                |
| Eschenweg (Lage)                  | E243               | 0240                   | nach dem gleichnamigen Laubbaum                                                                                      | 1922                | | Eschenweg                  |
| Etzestraße (Lage)                 | E252               | 0560                   | nach einem Flurnamen                                                                                                 | 1908                | | Etzestraße                 |
| Farnstraße (Lage)                 | F041               | 0400                   | nach der gleichnamigen Pflanzenart                                                                                   | 1907                | | Farnstraße                 |
| Fehrsweg (Lage)                   | F054               | 0240                   | Johann Hinrich Fehrs (1838–1916), niederdeutscher Erzähler und Lyriker                                               | 1925                | | Fehrsweg                   |
| Fliederweg (Lage)                 | F153               | 0145                   | nach dem gleichnamigen Ölbaumgewächs                                                                                 | 1903                | | Fliederweg                 |
| Flughafenstraße (Lage)            | F163               | 1710 (im Stadtteil)    | nach der Lage am Flughafen Hamburg bzw. zu diesem führend                                                            | 1952                | nördlich der Zeppelinstraße in Langenhorn, im weiteren östlichen Verlauf in Hummelsbüttel | Flughafenstraße            |
| Föhrenweg (Lage)                  | F173               | 0230                   | nach dem gleichnamigen Nadelholzgewächs                                                                              | 1922                | | Föhrenweg                  |
| Fuhlsbütteler Damm (Lage)         | F276               | 0430                   | nach der Lage im Stadtteil                                                                                           | 1898                | südöstliche Straßenhälfte in Ohlsdorf | Fuhlsbütteler Damm         |
| Fuhlsbüttler Passage (Lage)       | F278               | 0140                   | nach der Ladenpassage am U-Bahnhof Fuhlsbüttel                                                                       | 1953                | Fußweg | Fuhlsbüttler Passage       |
| Giselaweg (Lage)                  | G099               | 0060                   | nach dem weiblichen Vornamen                                                                                         | 1951                | Fußweg | Giselaweg                  |
| Gnadenbergweg (Lage)              | G124               | 0270                   | nach der Lage bei einem vorgeschichtlichen Grabhügel                                                                 | 1910                | Grundstücke auf der nördlichen Seite in Hummelsbüttel, sonst in Fuhlsbüttel, insbesondere die komplette Straßenfläche. | Gnadenbergweg              |
| Heinrich-Traun-Platz (Lage)       | H306               | 0065 x60 x35           | in Anlehnung an die Heinrich-Traun-Straße                                                                            | 1910                | | Heinrich-Traun-Platz       |
| Heinrich-Traun-Straße (Lage)      | H307               | 0555                   | Heinrich Traun (1838–1909), Fabrikant und Politiker                                                                  | 1910                | | Heinrich-Traun-Straße      |
| Heisterkamp (Lage)                | H706               | 0340                   | nach dem gleichnamigen Begriff für die Anpflanzung junger Eichen und Buchen                                          | 1970                | Nur die Grundstücke auf der östlichen bzw. südlichen Seite befinden sich in Fuhlsbüttel, der Rest liegt komplett in Hummelsbüttel, auch die gesamte Straßenfläche. | Heisterkamp                |
| Helgaweg (Lage)                   | H321               | 0195                   | nach dem weiblichen Vornamen                                                                                         | 1946                | | Helgaweg                   |
| Hermann-Löns-Weg (Lage)           | H370               | 0660                   | Hermann Löns (1866–1914), Journalist und Schriftsteller                                                              | 1925                | | Hermann-Löns-Weg           |
| Heschredder (Lage)                | H398               | 0745                   | nach einer volkstümlichen Bezeichnung                                                                                | 1908                | | Heschredder                |
| Hildegardweg (Lage)               | H427               | 0060                   | nach dem weiblichen Vornamen                                                                                         | 1951                | | Hildegardweg               |
| Holtkoppel (Lage)                 | H642               | 1225                   | nach einem Flurnamen                                                                                                 | 1949                | Auf Fuhlsbüttler Gebiet befindet sich lediglich das Grundstück Nr. 57 südlich der Zeppelinstraße, ansonsten liegt die Straße komplett in Langenhorn. | Holtkoppel                 |
| Hornkamp (Lage)                   | H642               | 0190                   | nach einem Flurnamen                                                                                                 | 1908                | | Hornkamp                   |
| Hummelsbütteler Kirchenweg (Lage) | H686               | 0940 (im Stadtteil)    | nach dem Weg der Bevölkerung Hummelsbüttels zur Niendorfer, ab 1894 zur Fuhlsbütteler Kirche                         | 1903/04             | ab Haus Nr. 117 nördlich in Hummelsbüttel | Hummelsbütteler Kirchenweg |
| Hummelsbütteler Landstraße (Lage) | H687               | 1355                   | als nach Hummelsbüttel führende Straße                                                                               | 1898                | | Hummelsbütteler Landstraße |
| Im Ring (Lage)                    | I045               | 0360                   | nach dem Verlauf der Straße                                                                                          | 1933                | | Im Ring                    |
| Ipernweg (Lage)                   | I099               | 0110                   | nach einer Feldblumenart                                                                                             | 1922                | | Ipernweg                   |
| Jensenknick (Lage)                | J042               | 0180                   | Wilhelm Jensen (1837–1911), Lyriker und Schriftsteller                                                               | 1931                | | Jensenknick                |
| Junkersdamm (Lage)                | J105               | 0205                   | Hugo Junkers (1859–1935), Ingenieur und Unternehmer                                                                  | 1958                | | Junkersdamm                |
| Juttaweg (Lage)                   | J111               | 0130                   | nach dem weiblichen Vornamen                                                                                         | 1961                | | Juttaweg                   |
| Kiefernweg (Lage)                 | K154               | 0065                   | nach dem gleichnamigen Nadelbaum                                                                                     | 1922                | | Kiefernweg                 |
| Kleekamp (Lage)                   | K220               | 0645                   | nach der gleichnamigen Pflanzengattung                                                                               | 1908                | | Kleekamp                   |
| Kleekampbrücke (Lage)             | –                  | 0055                   | in Anlehnung an den Kleekamp                                                                                         | 1960                | überquert im Zuge des Kleekamps die Bahngleise beim U-Bahnhof Fuhlsbüttel | weitere Bilder             |
| Klewerkoppel (Lage)               | K261               | 0250                   | nach einem Flurnamen                                                                                                 | 1950                | | Klewerkoppel               |
| Krohnstieg (Lage)                 | K444               | 0415 (im Stadtteil)    | nach der alteingesessenen Bauernfamilie Krohn in Langenhorn                                                          | 1950                | In Fuhlsbüttel befindet sich die Straße nur im Zuge des Krohnstieg-Tunnels, westlich des Tunnels liegt der Krohnstieg in Niendorf, östlich verläuft er zunächst auf einer Länge von 220 Metern in Norderstedt auf schleswig-holsteinischem Gebiet, bevor er in östlicher Richtung durch Langenhorn führt; Teil der Bundesstraße 433 und des Rings 3. | Krohnstieg                 |
| Krohnstieg-Tunnel (Lage)          | –                  | 0415 (im Stadtteil)    | in Anlehnung an den Krohnstieg                                                                                       | 1965                | unterquert im Zuge des Krohnstiegs die Startbahn 15/33 des Hamburger Flughafens; Teil der Bundesstraße 433 und des Rings 3 | Krohnstieg-Tunnel          |
| Kurveneck (Lage)                  | K519               | 0250                   | nach dem Straßenverlauf                                                                                              | 1934                | | Kurveneck                  |
| Kurzer Kamp (Lage)                | K524               | 0300                   | nach einem Flurnamen                                                                                                 | 1908                | Die Grundstücke Nr. 34 bis 36a liegen in Hummelsbüttel, ansonsten verläuft die Straße komplett in Fuhlsbüttel. | Kurzer Kamp                |
| Langenhorner Chaussee (Lage)      | L046               | 0545 (im Stadtteil)    | Hamburger Stadtteil Langenhorn                                                                                       | 1898                | nördlich der Straße Am Raakmoorgraben in Langenhorn | Langenhorner Chaussee      |
| Lupinenkamp (Lage)                | L312               | 0585                   | nach der gleichnamigen Pflanzengattung                                                                               | 1911                | | Lupinenkamp                |
| Lüttkoppel (Lage)                 | L297               | 0090                   | nach einem Flurnamen                                                                                                 | 1922                | niederdeutsch lütt = klein | Lüttkoppel                 |
| Mariannenweg (Lage)               | M045               | 0105                   | nach dem weiblichen Vornamen                                                                                         | 1946                | | Mariannenweg               |
| Niedernstegen (Lage)              | N105               | 0410                   | nach dem Flurnamen „Zum niederen Stegen“                                                                             | 1928                | | Niedernstegen              |
| Nußkamp (Lage)                    | N181               | 0310                   | nach den hier häufig vorkommenden Haselnusshecken                                                                    | 1911                | | Nußkamp                    |
| Ohkamp (Lage)                     | O054               | 0745                   | nach einem Flurnamen                                                                                                 | 1925                | Die Grundstücke 34 bis 38 liegen in Hummelsbüttel, der Rest der Straße, insbesondere die komplette Straßenfläche, führt durch Fuhlsbüttel. | Ohkamp                     |
| Ohkampring (Lage)                 | O055               | 0400                   | in Anlehnung an den Ohkamp                                                                                           | 1964                | | Ohkampring                 |
| Olendörp (Lage)                   | O089               | 0335                   | nach einem Flurnamen                                                                                                 | 1922                | niederdeutsch olen Dörp = altes Dorf | Olendörp                   |
| Paul-Bäumer-Brücke (Lage)         | P257               | 0085                   | Paul Bäumer (1896–1927), Luftfahrtpionier und Kunstflieger                                                           | 2001                | | weitere Bilder             |
| Preetzer Straße (Lage)            | P194               | 0340                   | Preetz, Stadt in Schleswig-Holstein                                                                                  | 1947                | | Preetzer Straße            |
| Primelweg (Lage)                  | P201               | 0140                   | nach der gleichnamigen Pflanzengattung                                                                               | 1910                | | Primelweg                  |
| Puttentwiete (Lage)               | P222               | 0110                   | Ursprung nicht eindeutig geklärt, möglicherweise ist „Putten“ abgeleitet von dem niederdeutschen „Pütt“ für „Pfütze“ | 1898                | | Puttentwiete               |
| Ratsmühlendamm (Lage)             | R057               | 0510 (im Stadtteil)    | nach der Fuhlsbüttler Wassermühle, auch Ratsmühle genannt                                                            | 1898                | östlich der Ratsmühlendammbrücke komplett in Ohlsdorf, ab Brückenmitte nur die südliche Straßenhälfte bis Kreuzung Fuhlsbütteler Damm/Hummelsbütteler Landstraße, nördliche Hälfte in Fuhlsbüttel, weiter westlich komplett im Stadtteil | Ratsmühlendamm             |
| Ratsmühlendammbrücke (Lage)       | –                  | 0015 (im Stadtteil)    | in Anlehnung an den Ratsmühlendamm                                                                                   | 1922                | überquert im Zuge des Ratsmühlendamms die Alster; nur nördlicher Teil der westlichen Hälfte in Fuhlsbüttel, ansonsten in Ohlsdorf | weitere Bilder             |
| Reiterbrücke (Lage)               | –                  | 0010 (im Stadtteil)    | nach seiner Funktion als Brücke für Reitsportler                                                                     | 1956                | überquert als Fußgängerbrücke die Alster; südlicher Teil in Ohlsdorf | weitere Bilder             |
| Resedenweg (Lage)                 | R161               | 0225                   | nach der gleichnamigen Pflanzengattung                                                                               | 1910                | | Resedenweg                 |
| Röntgenstraße (Lage)              | R247               | 0510                   | Wilhelm Conrad Röntgen (1845–1923), Physiker                                                                         | 1931                | nördliche Straßenhälfte in Fuhlsbüttel, südliche in Ohlsdorf | Röntgenstraße              |
| Rosenreihe (Lage)                 | R287               | 0235                   | nach der gleichnamigen Pflanzengattung                                                                               | 1933                | | Rosenreihe                 |
| Rugewisch (Lage)                  | R361               | 0390                   | nach einem Flurnamen                                                                                                 | 1933                | niederdeutsch ruge Wisch = raue Wiese | Rugewisch                  |
| Rüsternstieg (Lage)               | R348               | 0055                   | nach dem niederdeutschen Begriff für die Ulme                                                                        | 1930                | | Rüsternstieg               |
| Schanzenberg (Lage)               | S108               | 0160                   | nach einer vom dänischen König Christian IV. errichteten Wallanlage                                                  | 1956                | | Schanzenberg               |
| Schlehdornweg (Lage)              | S196               | 0210                   | nach der gleichnamigen Pflanzenart                                                                                   | 1908                | | Schlehdornweg              |
| Soltstücken (Lage)                | S487               | 0160                   | nach einem Flurnamen                                                                                                 | 1922                | niederdeutsch Solt = Salz | Soltstücken                |
| Timm-Kröger-Weg (Lage)            | T097               | 0295                   | Timm Kröger (1844–1918), Jurist und Schriftsteller                                                                   | 1925                | | Timm-Kröger-Weg            |
| Trift (Lage)                      | T163               | 0105                   | nach einem ehemaligen Viehtriebweg zu den Alsterwiesen                                                               | 1898                | | Trift                      |
| Wacholderweg (Lage)               | W001               | 0310                   | nach dem gleichnamigen Zypressengewächs                                                                              | 1907                | | Wacholderweg               |
| Weg beim Jäger (Lage)             | W103               | 2400                   | nach der Funktion am „Borsteler Jäger“, einem Forsthaus, vorbeiführend                                               | 1864                | Die Straßenfläche liegt komplett in Groß Borstel, lediglich die Grundstücke nördlich von Hausnummer 155 befinden sich auf Fuhlsbütteler Gebiet. | Weg beim Jäger             |
| Wilhelm-Raabe-Straße (Lage)       | W275               | 0150                   | Wilhelm Raabe (1831–1910), Schriftsteller                                                                            | 1931                | | Wilhelm-Raabe-Weg          |
| Woderichweg (Lage)                | W443               | 0075                   | Adolf Woderich (1906–1963), Schriftsteller und Dichter                                                               | 1973                | | Woderichweg                |
| Zeppelinstraße (Lage)             | Z014               | 0340 (im Stadtteil)    | Ferdinand von Zeppelin (1838–1917), Entwickler des nach ihm benannten Luftschiffes                                   | 1927                | westliche Straßenhälfte bis Alsterkrugchaussee in Alsterdorf, östliche Hälfte in Ohlsdorf, nördlich der Alsterkrugchaussee in Fuhlsbüttel, im weiteren Verlauf in Langenhorn | Zeppelinstraße             |